# Куликовское сельское поселение (Волгоградская область)
Куликовское се́льское посе́ление — муниципальное образование в составе Новониколаевского района Волгоградской области.
Административный центр — хутор Куликовский.

## История
Куликовское сельское поселение образовано 22 декабря 2004 года в соответствии с Законом Волгоградской области № 975-ОД.

## Население
| 2010  | 2012  | 2013  | 2014  | 2015  | 2016  | 2017  |
| ----- | ----- | ----- | ----- | ----- | ----- | ----- |
| 1284  | ↘1246 | ↘1208 | ↘1189 | ↘1125 | ↘1092 | ↘1084 |
| 2018  | 2019  | 2020  | 2021  |       |       |       |
| ↘1067 | ↘1050 | ↗1053 | ↘1024 |       |       |       |

## Состав сельского поселения
| № | Населённый пункт  | Тип населённого пункта        | Население |
| - | ----------------- | ----------------------------- | --------- |
| 1 | Баклановский      | хутор                         | 27        |
| 2 | Куликовский       | хутор, административный центр | 1166      |
| 3 | Нижнекардаильский | хутор                         | 91        |